# Alor Gajah
Alor Gajah è la città capoluogo dell'omonimo distretto nella penisola di Malacca, in Malesia. Si trova nella parte settentrionale dello stato federato di Malacca. Sito a 28 metri s.l.m., ha una popolazione stimata in 21 267 abitanti. Alor Gajah si trova a 20 km dalla città di Malacca e ora è una delle principali vie di accesso a Malacca nella direttrice Nord-Sud.
Il nome di Alor Gajah era quello di una delle superfici forestali ritenuta percorsa (in lingua malese: alor) dagli elefanti selvatici (in lingua malese: gajah).

## Governo

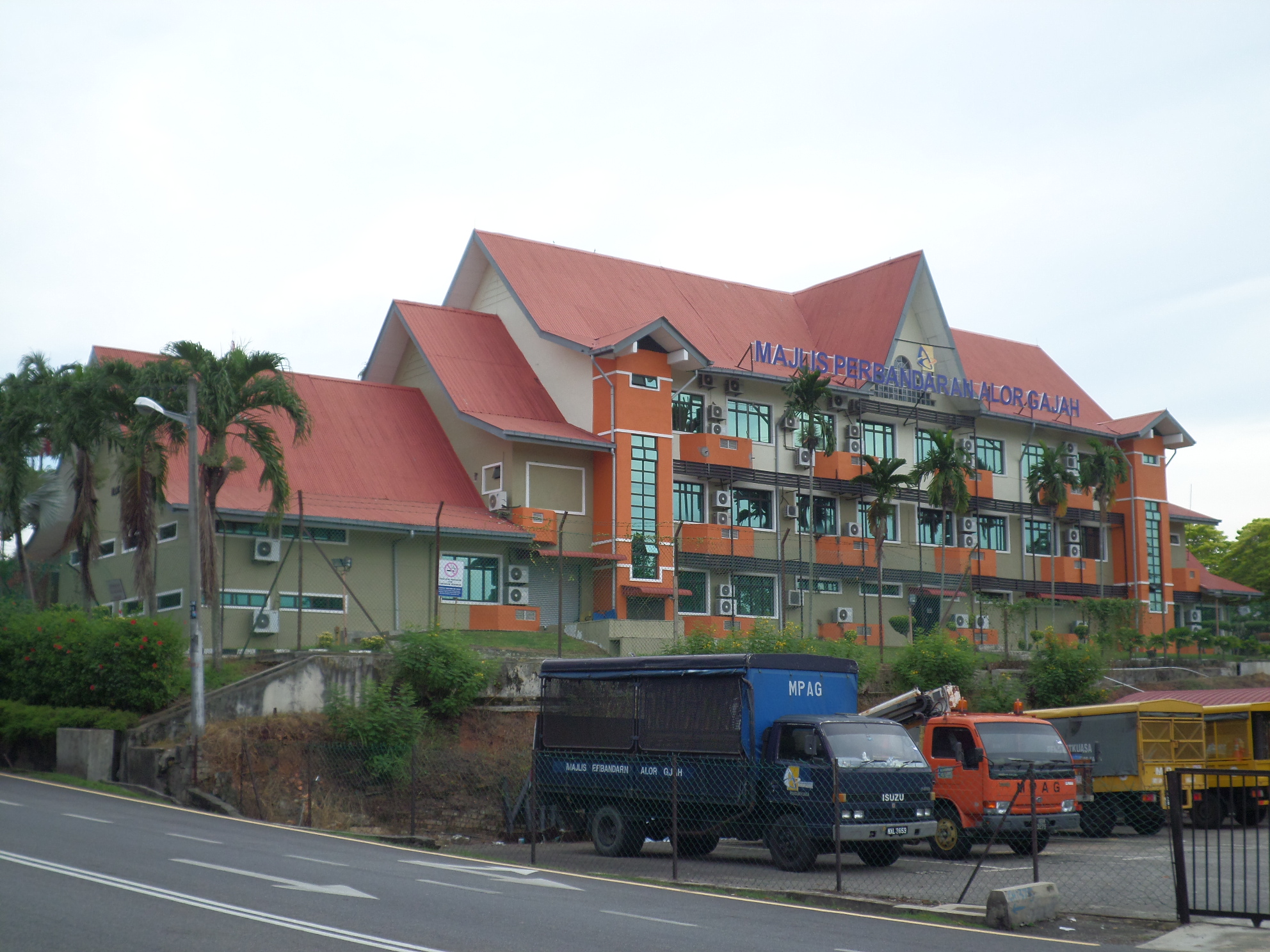
Consiglio comunale di Alor Gajah

Il Consiglio comunale di Alor Gajah (lingua malese: Majlis Perbandaran Alor Gajah) è l'organo eletto che governa questa città.

## Economia
Alor Gajah è la sede dell'impianto produttivo automobilistico della Honda Malese, ove si assemblano auto per il mercato locale e si fabbricano anche parti selezionate per il mercato dell'ASEAN

## Istruzione
- Università tecnologica MARA (UiTM; Malay: Universiti Teknologi MARA) Campus di Alor Gajah, Lendu
- College Universitario di Scienze agricole della Malesia (UCAM), Ayer Pa'abas
- College Universitario Islamico Melaka (KUIM; Malay: Kolej Universiti Islam Melaka) Kuala Sungai Baru
- Università di Kuala Lumpur (UniKL), Taboh Naning Campus, Taboh Naning
- Accademia di Marina Malese (ALAM; Malay: Akademi Laut Malaysia) Kuala Sungai Baru
- College della Comunità Masjid Tanah (Malay: Kolej Komuniti Masjid Tanah), Masjid Tanah
- Centro avanzato di addestramento tecnologico (ADTEC; Malay: Pusat Latihan Teknologi Tinggi) Alor Gajah, Taboh Naning
- College MARA di Alta specializzazione (Malay: Kolej Kemahiran Tinggi MARA) Masjid Tanah
- Istituto Nazionale di Alta Specializzazione per la Gioventù (IKTBN; Malay: Institut Kemahiran Tinggi Belia Negara) Masjid Tanah
- College Tecnologico Yayasan Alor Gajah (KT-YAGA; Malay: Kolej Teknologi Yayasan Alor Gajah) Alor Gajah
- College Melaka Matriculation, (Malay: Kolej Matrikulasi Melaka) Londang
- Poultry Institute of Technology (ITU; Malay: Institut Teknologi Unggas) Alor Gajah, Masjid Tanah

## Attrattive turistiche
- Cimitero britannico Alor Gajah
- Piazza Alor Gajah
- Villaggio Outlet Freeport A'Famosa

## Clima
| Mese                | Mesi  | Mesi  | Mesi  | Mesi  | Mesi  | Mesi  | Mesi  | Mesi  | Mesi  | Mesi  | Mesi  | Mesi | Anno    |
| Mese                | Gen   | Feb   | Mar   | Apr   | Mag   | Giu   | Lug   | Ago   | Set   | Ott   | Nov   | Dic  | Anno    |
| ------------------- | ----- | ----- | ----- | ----- | ----- | ----- | ----- | ----- | ----- | ----- | ----- | ---- | ------- |
| T. max. media (°C)  | 31    | 32    | 32    | 32    | 31    | 31    | 31    | 30    | 31    | 31    | 31    | 30   | 31,1    |
| T. min. media (°C)  | 22    | 22    | 23    | 23    | 23    | 23    | 22    | 22    | 22    | 22    | 22    | 22   | 22,3    |
| Precipitazioni (mm) | 189,8 | 210,1 | 273,5 | 289,9 | 243,1 | 128,7 | 141,1 | 168,9 | 188,1 | 280,1 | 330,3 | 0,0  | 2 443,6 |
| Giorni di pioggia   | 11    | 12    | 16    | 16    | 14    | 9     | 10    | 11    | 13    | 17    | 18    | 15   | 162     |

## Salute pubblica
Alor Gajah vanta un nuovo ospedale pubblico, l'Alor Gajah Hospital, che ha sostituito il vecchio ospedale, divenuto presto insufficiente a soddisfare le necessità della popolazione crescente. Inoltre le strutture mediche pubbliche comprendono cliniche mediche e cliniche odontotecniche